# Yasary Castrodad
Yasary Castrodad Diaz (L'Avana, 11 novembre 1978) è una pallavolista cubana naturalizzata portoricana.
Gioca nel ruolo di centrale nelle Valencianas de Juncos.

## Carriera
La carriera di Yasary Castrodad inizia nel 1993, quando giovanissima entra a far parte della nazionale cubana, con la quale gioca fino al 1996. Dopo un lungo periodo inattività, durante il quale lavora come modella, nella stagione 2002 ritorna a giocare nella Liga de Voleibol Superior Femenino con le Chicas de San Juan, restando legata alla franchigia per tre annate e ricevendo anche due volte il premio di miglior muro del campionato; nel 2005, inoltre, riceve la cittadinanza portoricana, potendo così competere come giocatrice locale.
Nella stagione 2006, dopo una stagione di inattività, passa alle Mets de Guaynabo, dove tuttavia resta per un breve periodo, trasferendosi durante il campionato alle Gigantes de Carolina, vincendo subito lo scudetto e restando legata alla squadra nelle successive tre annate. Dopo una stagione saltata per maternità, ritorna in campo nel campionato 2011 con le Llaneras de Toa Baja, giocandovi per due stagioni.
Nel campionato 2013 torna alle Gigantes de Carolina, rifondate con nuovo assetto societario. Nel campionato seguente gioca invece nelle Orientales de Humacao, venendo inserita nell'All-Star Team della Liga de Voleibol Superior Femenino; mentre nella stagione 2015 cambia nuovamente maglia, passando alle Valencianas de Juncos.

## Palmarès

### Club
- Campionato portoricano: 1

2006

### Premi individuali
- 2003 - Liga de Voleibol Superior Femenino: Miglior muro
- 2005 - Liga de Voleibol Superior Femenino: Miglior muro
- 2009 - Liga de Voleibol Superior Femenino: Miglior servizio
- 2014 - Liga de Voleibol Superior Femenino: All-Star Team